# Erich Klostermann

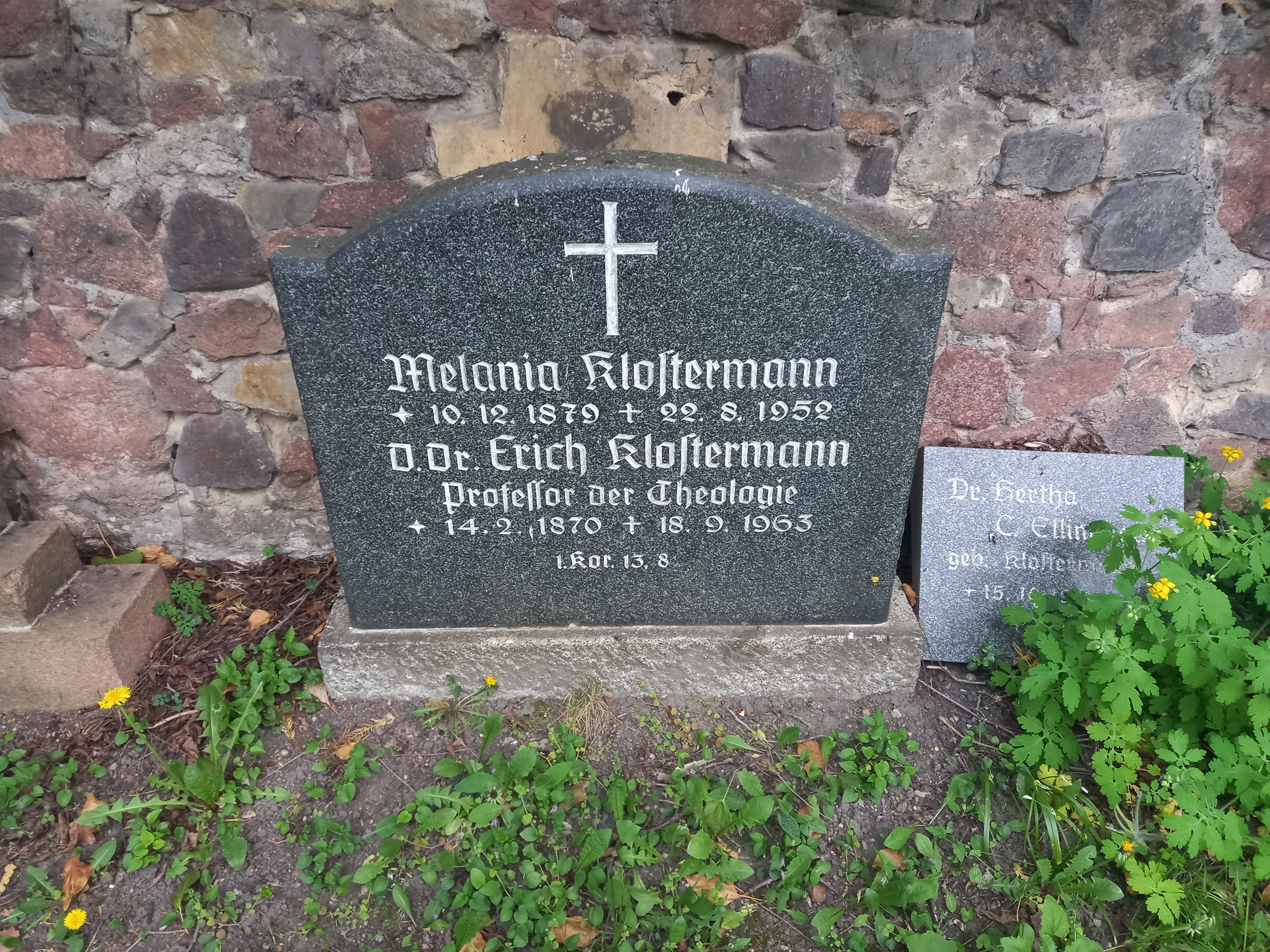
Grabstein von Erich Klostermann und seiner Ehefrau Melania geborene Smugge auf dem Laurentiusfriedhof (Halle)

Erich Klostermann (* 14. Februar 1870 in Kiel; † 18. September 1963 in Halle (Saale)) war ein deutscher evangelischer Neutestamentler, gilt aber auch als fähiger Patristiker und Philologe, der besonders für seine neutestamentlichen Kommentare bekannt war. Er brachte mehrere Textausgaben von Werken des Eusebius und Origenes heraus.

## Leben
Sein Vater war der evangelische Theologe und Alttestamentler August Klostermann (1837–1915), der Professor in Kiel war. Erich Klostermann wurde 1892 an der Philologischen Fakultät der Universität Kiel mit einer Arbeit über das Buch Kohelet (De libri Coheleth versione Alexandrina) promoviert. Nach der Promotion traf er Adolf Harnack, der ihn für die Kirchenväterkommission der Preußischen Akademie der Wissenschaften gewinnen konnte. Dort veröffentlicht er eine Reihe von Schriften zu Origenes und Eusebius. Er brachte einige Texte in der Reihe der Die Griechischen Christlichen Schriftsteller der ersten drei Jahrhunderte heraus. Die Berliner Theologische Fakultät verlieh ihm ehrenhalber das Licentiat. Erst 1901 habilitierte er sich und wurde 1907 außerordentlicher Professor für Neues Testament und altchristliche Literatur. 1911 bekam er die Ehrendoktorwürde von der Universität Jena, 1911 bekam er einen Ruf als Ordinarius an die Universität Straßburg.
1905 wurde er von Hans Lietzmann zum Mitarbeiter am Handbuch zum Neuen Testament geworben. Dort brachte er Kommentare zu Markus 1907, Matthäus 1909 und Lukas 1919. Die Kommentare wurden immer wieder neu bearbeitet und wurden hoch gelobt.
Im Ersten Weltkrieg diente er neben seiner Professur in Straßburg als Lazarettpfarrer. Nach dem Ende des Kriegs wurde er zusammen mit der übrigen Professorenschaft aus Straßburg vertrieben. 1919 kam er an die Universität Münster, 1923 an die Universität Königsberg. 1927 wurde er zum korrespondierenden Mitglied der Berliner Akademie ernannt und 1928 an die Universität Halle berufen. In Halle nahm er seine Arbeit an den Kommentaren wieder auf und beschäftigte sich mit dem Kommentar des Origenes zu Mathäus. Hier bekam er Unterstützung durch ein eigenes patristisches Institut. Nach dem Tode Harnacks wurde er ab 1931 Mitherausgeber der Texte und Untersuchungen zur Geschichte der altchristlichen Literatur. Die Emeritierung erfolgte 1936, jedoch unternahm er eine neue Edition der Homilien des Makarios - Symeon, die er jedoch nicht mehr vollständig zu Ende bringen konnte.
Klostermann war in nationalistisch-konservativen Parteien engagiert. 1911 war er Mitglied der preußischen Freikonservativen Partei und war Mitgründer einer rechts vom Liberalismus stehenden Partei im Elsass. Nach 1918 trat er dem Stahlhelm, Bund der Frontsoldaten bei. Bis 1928 war Mitglied der Deutschnationalen Volkspartei. Nach 1945 wurde er Mitglied in der CDU.
Erich Klostermann wurde auf dem Laurentiusfriedhof in Halle bestattet.

## Schriften
- Origenes Werke 3. Band. Jeremiahomilien, Klageliederkommentar, Erklärung der Samuel und Königsbücher Die griechischen christlichen Schriftsteller der ersten drei Jahrhunderte, Origenes 3. Band. 1901.
- Eusebius Werke: Das Onomastikon der biblischen Ortsnamen. Die griechischen christlichen Schriftsteller der ersten drei Jahrhunderte, Eusebius Werke Band 3, erste Hälfte, Leipzig 1904.
- Eusebius Werke: Gegen Marcell; über die kirchliche Theologie; die Fragmente Marcells, Die griechischen christlichen Schriftsteller der ersten drei Jahrhunderte, Eusebius Werke Band 4, Leipzig 1906.
- Das Lukasevangelium, Handbuch zum Neuen Testament Band II,1 Tübingen 1919.
- Die Rückkehr der Straßburger Dozenten 1818/19 und ihre Aufnahme. Rede bei der Gedenkfeier der Reichsgründung, gehalten am 18. Januar 1932. Halle 1932.